# Бауман, Оскар
Оскар Бауман (нем. Oskar Baumann, используется также вариант нем. Oscar Baumann; 22 июня 1864, Вена, Австро-Венгрия — 12 октября 1899, там же) — австрийский географ и путешественник, исследователь Африки, первый европеец, которому удалось побывать на территории современной Руанды.

## Биография
Оскар Бауман родился в Вене 22 июня 1864 года. Его отец был банковским служащим. По окончании школьного обучения посещал курсы географии и естественных наук в Венском университете. Оскар желал стать профессиональным географом-исследователем, поэтому попутно посещению курсов занимался практикой по рисовке и составлению карт в Венском военно-географическом институте и укреплением своего от природы сильного здоровья в горах. В 1883 году он совершил своё первое успешное путешествие в Черногорию и Албанию, а уже два года спустя под руководством географа фон Ленца направился в Конго. С этих пор Оскар всегда мечтал попасть в Африку.
В верхнем Конго Бауман серьёзно заболел и был вынужден самостоятельно вернуться в Европу. Всё ещё находясь в Конго он завершил свою первую карту и посетил остров Фернандо-По в Гвинейском заливе. Именно об этом острове он написал свою первую фундаментальную работу по географии. В 1888 году, находясь в Лейпциге, Оскар завершил свои исследования и защитил диссертацию по географии, получив степень доктора. Сразу после этого он принял приглашение доктора Ганса Мейера отправиться вместе с ним через Восточную Африку в экспедицию в центральноафриканские снежные горы Рунсоро. Однако в регионе произошло арабское восстание, из-за чего экспедиция потерпела неудачу. Впервые исследовав Усамбару, путешественники попали в плен к повстанцам Бушири и не сохранили ничего, кроме дневников и записей на картах. Об этом периоде своей жизни Оскар написал книгу «В немецкой Ост-африке в период восстания» (нем. In Deutsch-Ostafrika während des Aufstandes).
Вскоре после этого события, ещё до выхода книги, Германская Ост-африканская компания направила его Усамбару после того, как Оскар совершил свою вторую поездку в горы Черногории для проведения экономико-географических исследований. С честью выполнив это задание, он составил книгу «Усамбара и соседние регионы» (нем. Usambara und seine Nachbargebiete), в которой составил подробную географическую карту страны. Два года спустя, в 1891 году Баумана назначили на главную экспедицию его жизни: Немецкий комитет по борьбе с рабством поручил ему географическое и экономическое исследование южного региона озера Виктория. В 1891—93 годах тридцатилетний Оскар выполнил эту задачу, проникнув через масайские степи по новым маршрутам к озеру Виктория, он впервые проехал по легендарным королевствам Руанда и Бурунди и исследовал верховья реки Кагера. Первоначально он полагал, что эта река является истоком Нила, однако позже выяснилось, что это не так. Согласно «Всеобщей немецкой биографии» 1902 года, работа Бауманна об этом путешествии «Через масайские земли к истоку Нила» (нем. Durch Massailand zur Nilquelle) является одной из лучших на тему географии Африки.